# 绥阳掌突蟾
绥阳掌突蟾（学名：Leptobrachella suiyangensis），一种于中华人民共和国贵州省绥阳县火秋坝自然保护区发现的两栖动物，隶属于角蟾科掌突蟾属。其种加词“suiyangensis”意为“贵州绥阳的”。

## 形态特征
绥阳掌突蟾体型小，雄蟾体长28.7～29.7毫米，雌蟾体长30.5～33.5毫米。身体背部皮肤粗糙，呈紫褐色，散布细小圆形黑褐色疣粒；四肢背面具有棕褐色横纹，肘部和上臂为明显的深橙色；喉部为灰白色，胸部及腹部呈淡黄色具紫色细斑，腹面有明显的或模糊的浅棕色斑点，并带有大理石纹理；大腿腹面呈深灰色，散布着浅白色的小斑点；虹膜双色上半部为铜橙色，下半部银灰色。

## 保护
本种于2023年被收录入《有重要生态、科学、社会价值的陆生野生动物名录》。